# Boston Minutemen 1975
Questa pagina raccoglie i dati riguardanti i Boston Minutemen nelle competizioni ufficiali della stagione 1975.

## Stagione
La franchigia dei Minutemen pescò nuovamente in Europa per rinforzare la rosa, riuscendo ad ingaggiare uno dei maggiori campioni del calcio portoghese, l'attaccante Eusébio. I bostoniani riuscirono a vincere il proprio girone ma vennero poi sconfitti nei quarti di finale dei playoff dal Miami Toros.

## Organigramma societario
Area direttiva
- Presidente: John Sterge
- General Manager: Kazimierz Frąckiewicz
- Field Manager: John Weil

Area tecnica
- Allenatore: Hubert Vogelsinger
- Trainer: Tony Dougal

## Rosa
| N. |                        | Ruolo | Calciatore        |
| -- | ---------------------- | ----- | ----------------- |
| 1  | Stati Uniti (bandiera) | P     | Shep Messing      |
| 2  | Inghilterra (bandiera) | C     | Billy Wilkinson   |
| 3  | Inghilterra (bandiera) | D     | Alan Wooler       |
| 4  | Inghilterra (bandiera) | D     | Donald Welbourne  |
| 5  | Danimarca (bandiera)   | C     | Henning Boel      |
| 6  | Inghilterra (bandiera) | D     | Josef Jacques     |
| 7  | Stati Uniti (bandiera) | D     | Ben Brewster      |
| 8  | Inghilterra (bandiera) | A     | Geoff Davies      |
| 9  | Inghilterra (bandiera) | A     | Stephen Melledew  |
| 10 | Germania (bandiera)    | C     | Wolfgang Sühnholz |
| 11 | Stati Uniti (bandiera) | A     | Carlos Metidieri  |
| 11 | Portogallo (bandiera)  | A     | António Simões    |
| 12 | Nigeria (bandiera)     | A     | Ade Coker         |
| 13 | Portogallo (bandiera)  | A     | Eusébio           |
| 14 | Germania (bandiera)    | A     | Axel Neumann      |
| 14 | Stati Uniti (bandiera) | A     | Tim Hunter        |

| N. |                           | Ruolo | Calciatore      |
| -- | ------------------------- | ----- | --------------- |
| 15 | Stati Uniti (bandiera)    | C     | Stan Startzell  |
| 16 | Stati Uniti (bandiera)    | C     | Eddie Zimmitti  |
| 16 | Portogallo (bandiera)     | D     | Jorge Calado    |
| 17 | Uruguay (bandiera)        | C     | José Soroa      |
| 18 | Polonia (bandiera)        | P     | Jan Michniewski |
| 19 | Stati Uniti (bandiera)    | D     | Richard Sewall  |
| 21 | Cecoslovacchia (bandiera) | A     | Josef Jelínek   |
| 22 | Paesi Bassi (bandiera)    | C     | Rene Koremans   |
| 23 | Stati Uniti (bandiera)    | A     | Chris Agoliati  |
| 23 | Germania (bandiera)       | C     | Bernd Stoebeck  |
| 24 | Germania (bandiera)       | D     | Rainer Hollasch |
| 25 | Stati Uniti (bandiera)    | D     | Len Dudkowski   |
| 26 | Portogallo (bandiera)     | A     | Fernando Nelson |
|    | Cecoslovacchia (bandiera) | C     | Igor Bachner    |
|    | Portogallo (bandiera)     | D     | Manaca          |